# Liste des évêques et archevêques de Varsovie

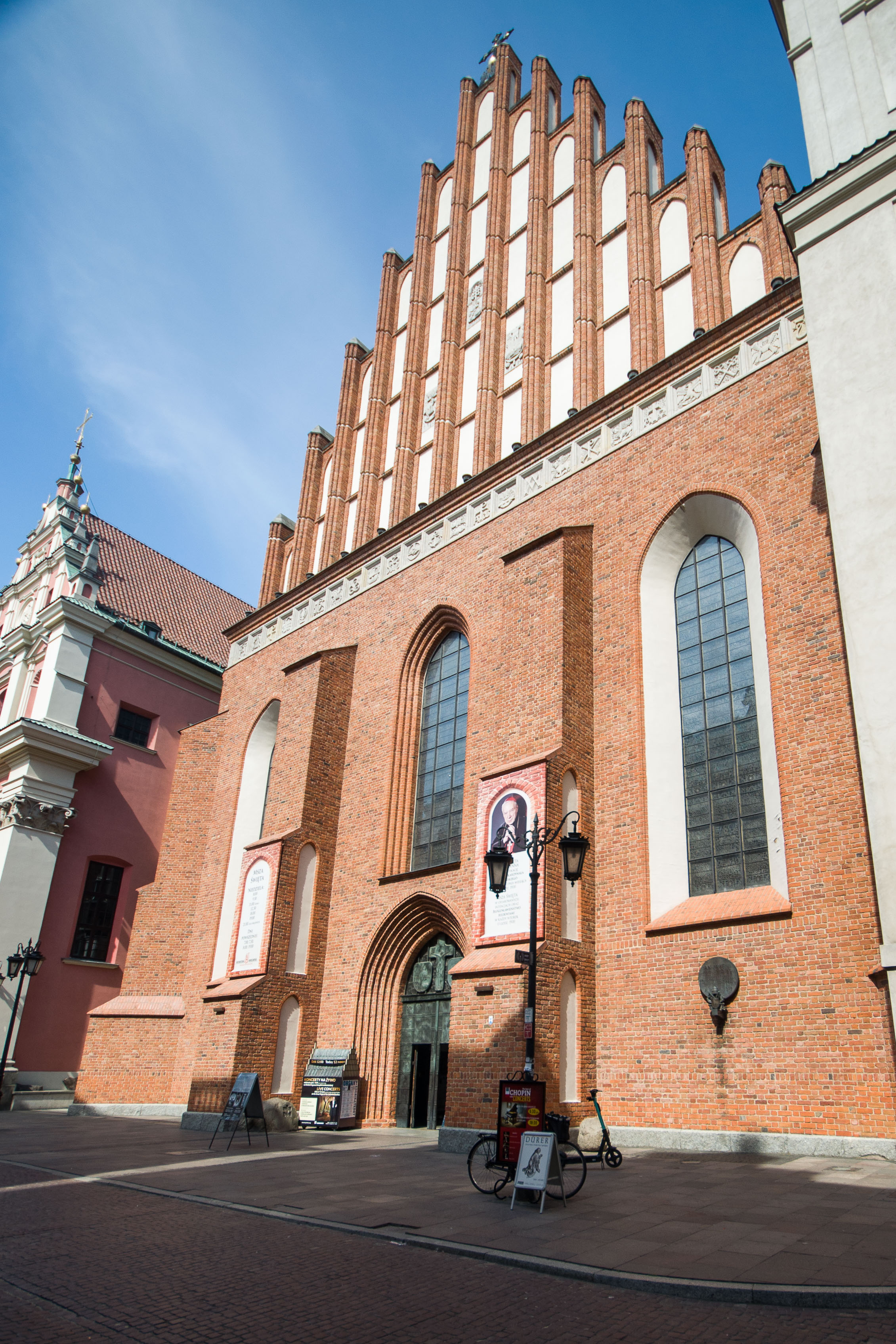
La cathédrale Saint-Jean, reconstruite après la guerre.

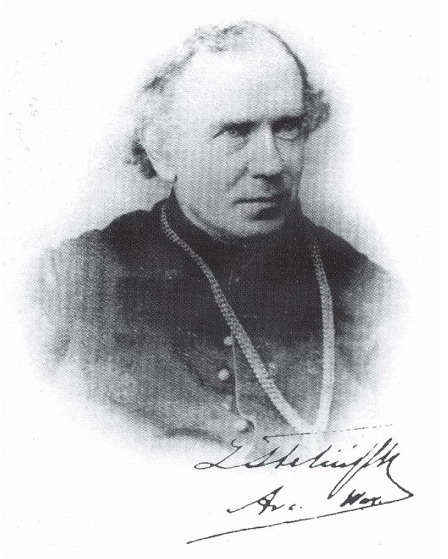
Zygmunt Szczęsny Feliński, archevêque de Varsovie de 1862 à 1883, saint canonisé.

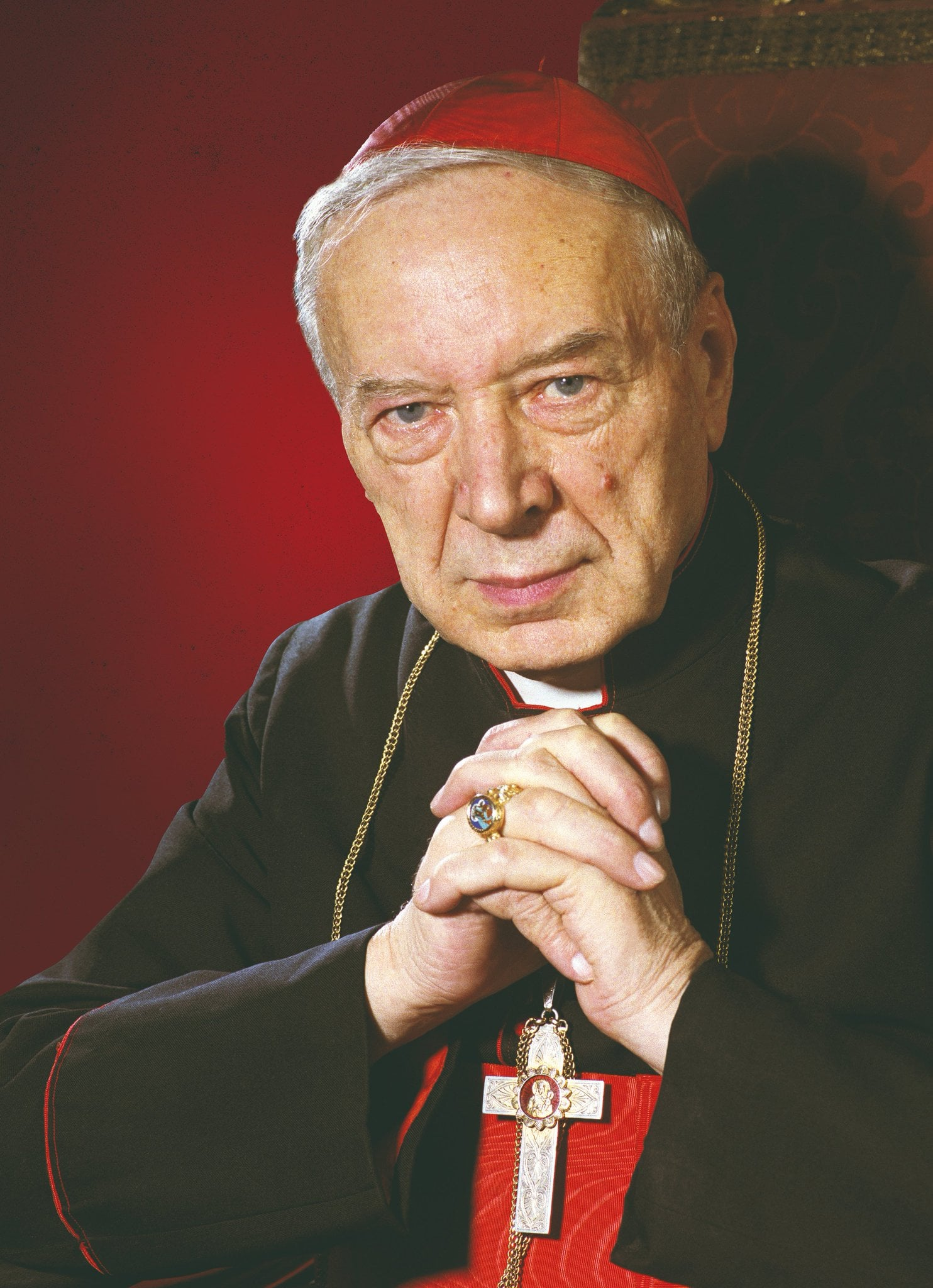
Stefan Wyszyński, archevêque de Varsovie de 1948 à 1981, « serviteur de Dieu ».

Voici la liste des évêques et archevêques de Varsovie.
L'évêché de Varsovie, érigé en 1798, est élevé en 1818 au rang d'archidiocèse, et devient l'archidiocèse de Varsovie.

## Évêques de Varsovie
- Józef Miaskowski, 1798-1804 ;
- Ignacy Raczyński (pl), administrateur apostolique 1806-1818.

## Archevêques de Varsovie
- Franciszek Malczewski, premier archevêque, 1818-1819 ;
- Szczepan Hołowczyc, deuxième archevêque, 1819-1823 ;
- Wojciech Skarszewski, 1824-1827 ;
- Jan Paweł Woronicz (pl), 1828-1829 ;
- Stanisław Kostka Choromański, 1836-1838 ;
- Tomasz Chmielewski, 1836-1844 ;
- Antoni Melchior Fijałkowski, administrateur apostolique, 1844-1856 ; archevêque, 1856-1861 ;
- Antoni Białobrzeski, 1861-1862 ;
- Zygmunt Szczęsny Feliński, 1862-1883 ; saint (canonisé en 2009) ;
- Wincenty Teofil Popiel, 1883-1912 ;
- Aleksander Kakowski, 1913-1938 ;
- Stanisław Gall, administrateur apostolique, 1940-1942 ;
- Antoni Szlagowski, vicaire épiscopal 1942-1946 ;
- August Hlond, 1946-1948 ;
- Stefan Wyszyński, 1948-1981 ; bienheureux (béatifié en 2021) ;
- Józef Glemp, 1981-2007 ;
- Stanisław Wielgus, 2007 ;
- Kazimierz Nycz, 3 mars 2007 - 4 novembre 2024.
- Adrian Joseph Galbas (en), depuis le 4 novembre 2024

## Source
- (en) Cet article est partiellement ou en totalité issu de l’article de Wikipédia en anglais intitulé « List of bishops and archbishops of Warsaw » (voir la liste des auteurs)..